# A Prairie Home Companion

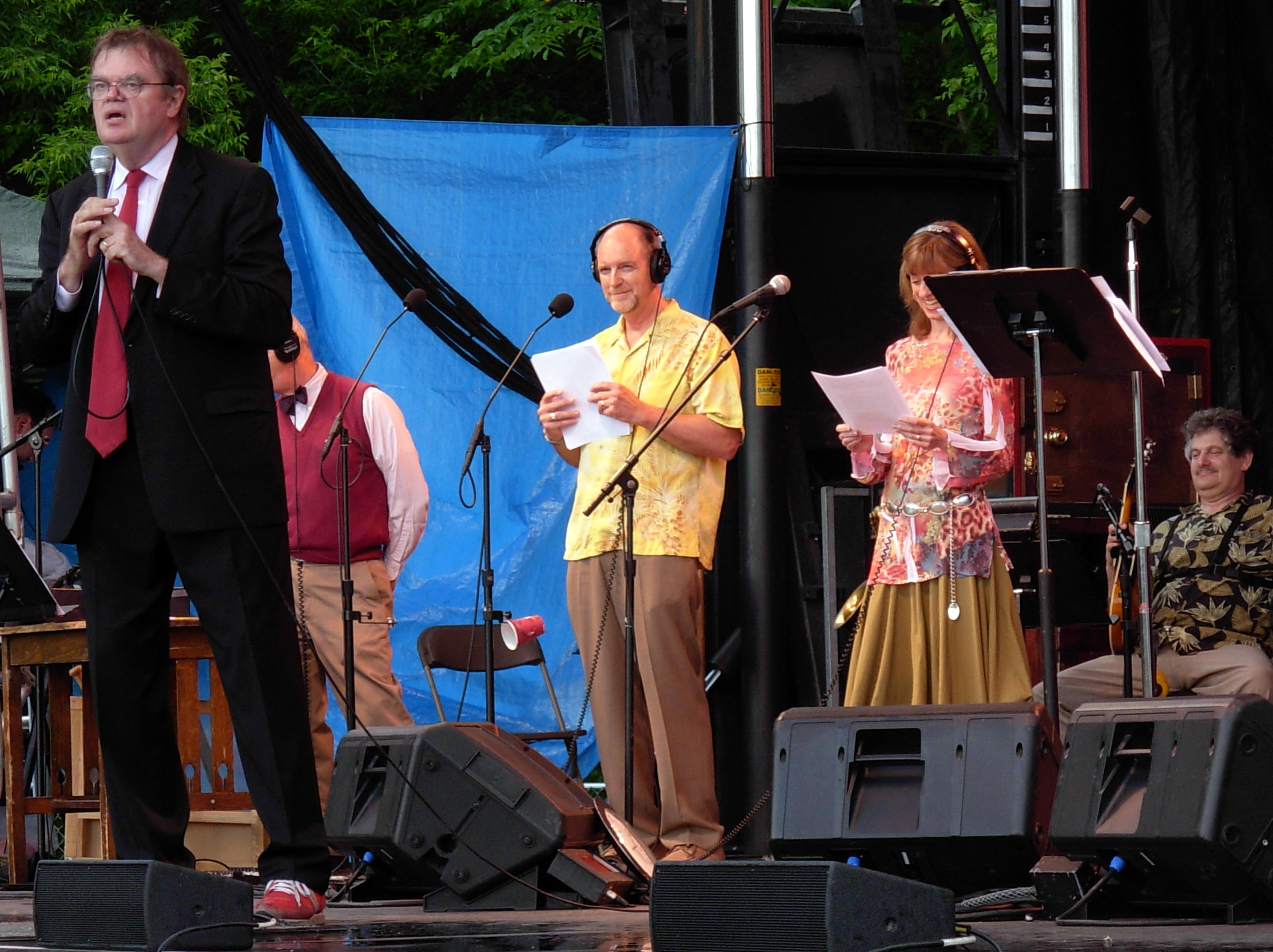
De cast van A Prairie Home Companion

A Prairie Home Companion is een komische dramafilm uit 2006 onder regie van Robert Altman. De film is gebaseerd op het gelijknamige radioprogramma uit de jaren 70 en '80 van Garrison Keillor. De film geeft een fictief kijkje achter de schermen van het maken van het programma.
Een publieksjury van de Berliner Morgenpost benoemde Altman op het Internationaal filmfestival van Berlijn tot beste regisseur voor de film. Zowel het scenario als actrice Lily Tomlin werden genomineerd voor een Satellite Award.

## Verhaal
Een langlopend radioprogramma dreigt te worden stopgezet door de nieuwe eigenaren van de maatschappij. De film richt zich op de laatste avond en de laatste uitzending. Het richt zich op de medewerkers van het radioprogramma, de presentator GK, de beveiliger Guy Noir, de twee zingende cowboys Dusty en Lefty, de Johnson-sisters (waarbij Meryl Streep prachtige countrysongs laat horen), en een legendarische zangeres. Een engel genaamd Asphodel bezoekt de medewerkers om ze te steunen en bereidt hen voor op het leven na deze avond.

## Rolverdeling
| Acteur                 | Personage                     | Opmerkingen                                                                   |
| ---------------------- | ----------------------------- | ----------------------------------------------------------------------------- |
| Garrison Keillor       | Zichzelf                      | Oprichter van de officiële programma.                                         |
| Meryl Streep           | Yolanda Johnson               | Country zangeres die een act vormt met haar zus.                              |
| Lily Tomlin            | Rhonda Johnson                | Country zangeres die een act vormt met haar zus.                              |
| Lindsay Lohan          | Lola Johnson                  | Dochter van Yolanda, die gedichten schrijft over zelfmoord.                   |
| Woody Harrelson        | Dusty                         | Een zingende cowboy die een act vormt met Lefty.                              |
| John C. Reilly         | Lefty                         | Een zingende cowboy die een act vormt met Dusty.                              |
| Tommy Lee Jones        | Axeman                        | Een zakenman die uit Texas is gekomen om het programma uit de lucht te halen. |
| Kevin Kline            | Guy Noir                      | Een radiopersonage die werkt bij de beveiliging.                              |
| Virginia Madsen        | The Dangerous Woman, Asphodel | Een vrouw die wellicht de Engel des doods is.                                 |
| Tim Russell            | Al                            | De manager van de programma.                                                  |
| Maya Rudolph           | Molly                         | De zwangere assistente van Al.                                                |
| L.Q. Jones             | Chuck Akers                   |                                                                               |
| Robin & Linda Williams | Zichzelf                      | Radiopersoonlijkheden                                                         |

## Ontvangst
De film ging eerst verscheidene filmfestivals af. Toen hij ook in de bioscoop werd uitgebracht, kreeg de film voornamelijk positieve reacties. De befaamde filmcriticus Roger Ebert gaf hem vier uit vijf sterren en noemde het een aandoenlijke en simpele film. Andere Amerikaanse critici waren echter minder enthousiast over de film.